# Iwaniwka (hromada Bratśke)
Iwaniwka (ukr. Іванівка, do 2016 Illicziwka, ukr. Іллічівка,) – wieś na Ukrainie, w obwodzie mikołajowskim, w rejonie wozniesieńskim, w hromadzie Bratśke. W 2001 liczyła 520 mieszkańców, spośród których 252 wskazało jako ojczysty język ukraiński, 253 rosyjski, 10 mołdawski, 1 bułgarski, a 4 ormiański.